# Iermak Angarsk
Le Iermak Angarsk (en russe : Ермак Ангарск) est un club de hockey sur glace d'Angarsk en Russie. Il évolue dans la VHL, le second échelon russe.

## Historique
Le club est créé en 1958 sous le nom de Troud Angarsk. En 1964, il est renommé Iermak Angarsk.

## Palmarès
- Aucun titre.